# Știucani
Știucani – wieś w Rumunii, w okręgu Gorj, w gminie Slivilești. W 2011 roku liczyła 73 mieszkańców.